# Geritan
Geritan is een bestuurslaag in het regentschap Pati van de provincie Midden-Java, Indonesië. Geritan telt 1609 inwoners (volkstelling 2010).